# Костел Христа Царя Всесвіту (Хмельницький)
Косте́л Христа́ Царя́ Все́світу — римо-католицький храм у Хмельницькому. Розташований на проспекті Миру, 55.

## Історія
На початку 90-х років XX століття в Хмельницькому існувала лише парафія святої Анни в мікрорайоні Гречани. Маленька капличка на Гречанах не була в змозі приймати кількість прихожан, яка постійно зростала. Бачачи цю ситуацію, отець Вітаултас Меркес — настоятель парафії св. Анни — звернувся до місцевої влади з проханням про купівлю земельної ділянки під будівництво нового храму, ближче до центра міста, оскільки церква св. Анни знаходилася на околиці міста, де було погано розвинуте транспортне сполучення.
Міська адміністрація розглянула прохання настоятеля і в 1990 році дала дозвіл на купівлю землі. А вже в січні 1991 року була зведена тимчасова капличка.
Паралельно розпочалось проектування і будівництво великого храму, розрахованого на потреби обласного центру. Його будівництво розпочалося 1992 та завершилося 1995 року.
На території храму розташований будинок отця Піо. Спочатку він використовувався для потреб парафії. Але згодом був переданий сестрам ордену Дочок Непорочного Серця Пресвятої Діви Марії, що служать при храмі. На сьогодні в будинку проживає 9 дітей сиріт, якими опікуються сестри. П'ятеро вихованців парафії вступили до семінарії, а семеро стали членами Згромадження Дочок Непорочного Серця Пресвятої Діви Марії (сестри-серцянки).
На фасаді храму є напис Kyrie eleison, який означає християнське молитовне звернення «Господи, помилуй».
Настоятелем парафії з 1999 до 2012 року був отець Петро Міщук.
31 серпня 2014 року на території храму встановили пам'ятник Івану Павлу II.
Починаючи з 30 вересня 2012 року до 2018 р. був настоятелем отець Анатолій Білоус. 
З 6 липня 2018 року адміністратором був отець Микола Лучинський. З 23 червня 2019 року рішенням єпископа Леона Дубравського він став настоятелем парафії, про що отримав відповідний декрет.
19 грудня 2021 року було освячено каплицю св. Домініка ордену домініканців та душпастирські приміщення.

## Галерея

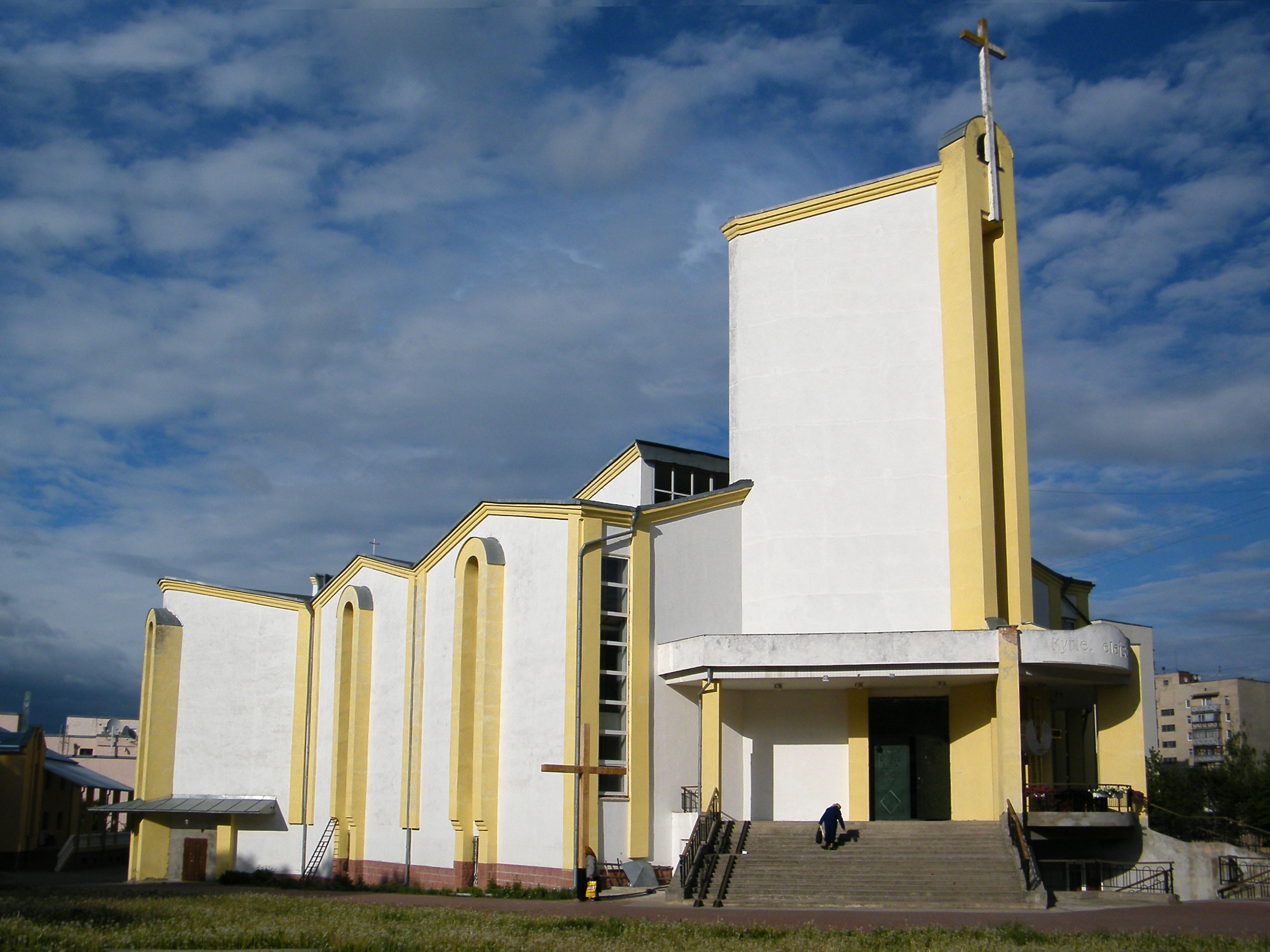
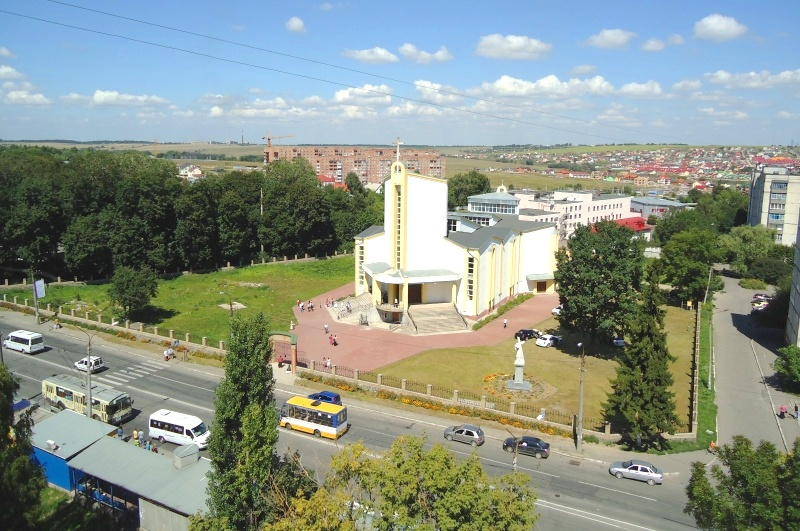